# Mathias Fredriksson
Johan Fredrik Mathias Fredriksson (* 11. Februar 1973 in Uddevalla) ist ein ehemaliger schwedischer Skilangläufer. Zu seinen größten Erfolgen zählen neben dem Gesamtweltcup-Sieg 2002/03 vier Weltmeisterschaftsmedaillen.

## Werdegang

### Anfangsjahre
Fredriksson, der in Dals Rostock in Dalsland aufwuchs und in Torsby das Skigymnasium besuchte, gab sein internationales Debüt in der Saison 1991/92 bei den Nordischen Junioren-Skiweltmeisterschaften 1992 in Vuokatti. Dort holte er die Goldmedaille über 10 km klassisch, 30 km Freistil und mit der Staffel. Bei den Nordischen Junioren-Skiweltmeisterschaften 1993 in Harrachov gewann er die Goldmedaille über 10 km in der klassischen Technik. Zudem gewann er Bronze über 30 km und Silber mit der Staffel. Am 11. Dezember 1993 gab Fredriksson in Santa Caterina sein Debüt im Skilanglauf-Weltcup. Als 27. erreichte er dabei auf Anhieb die Punkteränge. Auch eine Woche später gelang ihm in Davos der Lauf in die Punkteränge. Mit einem weiteren Podestplatz in Oslo gelang ihm die Qualifikation für die Olympischen Winterspiele 1994 in Lillehammer. Dort lief er über 30 km auf den 23. Platz.
In die Saison 1994/95 startete er bei FIS-Rennen und gewann das 15-km-Einzelrennen in Bruksvallarna. Auf der Tauplitzalm startete er Mitte Dezember wieder im Weltcup. Als 22. sicherte er sich erneut neun Weltcup-Punkte. In Östersund erreichte Fredriksson als siebenter erstmals eine Top-10-Platzierung. Nach einem Sieg im Rahmen des Skilanglauf-Continental-Cups in Bergeforsen in der Gemeinde Timrå, startete er bei den Nordischen Skiweltmeisterschaften 1995 in Thunder Bay. Nach einem guten 16. Platz über 30 km belegte Fredriksson über 10 km Rang 15. In der Verfolgung lief er als 21. ins Ziel. Über 50 km erreichte er wieder ein Top-20-Ergebnis und belegte den 15. Platz. Die Weltcup-Saison 1994/95 beendete der Schwede schließlich auf Rang 21 der Gesamtwertung.
Die Saison 1995/96 verlief schwach. Erst zum Saisonende in Oslo erreichte er als Siebenter wieder eine Top-10-Platzierung. In die Saison 1996/97 startete Fredriksson mit einem zweiten Platz beim Continentalcup in Luleå. Wenig später kam er zurück in den Weltcup-Kader und erreichte im Januar in Lahti mit Rang vier sein bis dahin bestes Weltcup-Resultat. Bei der folgenden Nordischen Skiweltmeisterschaften 1997 in Trondheim erreichte er über 30 km einen sehr guten siebenten Platz. Als 21. über 10 km konnte er diesen Erfolg jedoch nicht wiederholen. In der Verfolgung konnte er sich auf Rang 17 verbessern. Über 50 km lief er schließlich wieder unter die besten zehn und wurde erneut Siebter. Gemeinsam mit Anders Bergström, Torgny Mogren und Henrik Forsberg lief er in der 4 × 10-km-Staffel auf den fünften Platz. Wenige Wochen nach der Weltmeisterschaft stand Fredriksson beim Sprint-Weltcup in Sunne als Dritter erstmals auf dem Podium. In der Weltcup-Gesamtwertung erreichte er den 11. Platz. Im Sprintweltcup belegte er durch das gute Ergebnis in Sunne Rang 14.

### Durchbruch im Weltcup
Zur Saison 1997/98 konnte sich Fredriksson weiter steigern. So gelang ihm schnell der konstante Anschluss an der Weltspitze und konnte er regelmäßig gute Platzierungen unter den besten zehn erreichen. Bei den Olympischen Winterspielen 1998 in Nagano lief er über 50 km auf den 20. Platz, bevor er mit der Staffel über 4 × 10 km als Vierter nur knapp die Medaillenränge verpasste. Nachdem er in Falun erneut auf einen guten 10. Platz gelaufen war, beendete er wenig später auch die Saison auf Rang zehn der Gesamtwertung. In der Sprintweltcup-Wertung belegte er Rang acht.
In die folgende Saison 1998/99 startete Fredriksson erfolgreich mit Rang vier in Muonio. Zwei Wochen später gewann er mit dem Sprint in Mailand seinen ersten Weltcup. Bis einschließlich des Weltcups in Nové Město na Moravě lief er auch bei allen folgenden Weltcup-Rennen unter die besten zehn. Erst mit Rang 34 in Seefeld in Tirol verpasste er erstmals seit langem wieder die Punkteränge. Bei der folgenden Nordischen Skiweltmeisterschaften 1999 in Ramsau am Dachstein erreichte er in allen Einzeldisziplinen einen Platz unter den Top 20. Zudem lief er mit der Staffel auf Rang sechs. In der Weltcup-Gesamtwertung lag er zum Saisonende auf Rang vier und verpasste damit nur knapp einen Podestplatz. Im Sprintweltcup feierte er mit Rang drei seinen ersten Gesamt-Podestplatz.

### Erste Weltmeisterschafts-Medaille
Nach einer durchwachsenen Saison 1999/2000 konnte sich Fredriksson zur Saison 2000/01 wieder leicht steigern. So belegte er im Dezember 2000 den sechsten Rang beim Sprint in Engelberg. Auch über 10 km in Otepää lief er unter die besten zehn. Bei der folgenden Nordischen Skiweltmeisterschaften 2001 in Lahti gewann er die Silbermedaille über 15 Kilometer in der klassischen Technik. In der Verfolgung verpasste er eine weitere Medaille nur knapp und kam als Vierter ins Ziel. Über 30 km konnte er als Sechster erneut überzeugen. Im Staffelrennen lag er gemeinsam mit Urban Lindgren, Magnus Ingesson und Per Elofsson beim Sieg der finnischen Mannschaft auf dem dritten Rang und hätte damit eigentlich Bronze gewonnen. Nachdem die Finnen jedoch disqualifiziert wurden, gewann die Mannschaft schließlich Silber.
Zum Ende der Weltcup-Saison gelang ihm in Oslo erneut ein vierter Platz über die 50-km-Distanz. Damit verbesserte er sich in der Gesamtwertung noch auf Rang 13. Zur folgenden Saison 2001/02 startete er zwar mit schwachen Einzelresultaten, lief aber beim Auftakt mit der Staffel in Kuopio auf Rang zwei. In Davos sicherte er sich in gleicher Besetzung den ersten von insgesamt zwei Staffel-Weltcupsiegen in seiner Karriere. Bei den Olympischen Winterspielen 2002 in Salt Lake City startete der mittlerweile 28-Jährige bei seinen dritten Olympischen Spielen. In der Verfolgung erreichte er den 27. Platz, bevor er mit der Staffel nur einen enttäuschenden 13. Platz belegte. Im abschließenden Einzelrennen über 50 km lief er auf Rang 29.
Knapp eine Woche nach den Spielen startete Fredriksson erstmals bei einem Skimarathon in Mora und kam nach 90 km als neunter ins Ziel.

### Weltcup-Gesamtsieg
Zur Saison 2002/03 erreichte er in Kavgolovo als Zweiter über 10 km erneut ein Weltcup-Podium. Zuvor stand er über 30 km in Cogne bereits auf dem Podest. Bei den Schwedischen Meisterschaften 2003 sicherte sich Fredriksson drei Titel über 30 km, 10 km sowie in der Verfolgung.
Bei der folgenden Weltmeisterschaften 2003 im Val di Fiemme gewann mit der schwedischen Staffel die Bronzemedaille. Zuvor hatte er bereits Rang neun über 30 km sowie jeweils Rang sieben über 15 km und in der Verfolgung erreicht. Am 16. März gewann er in Lahti zum vierten Mal einen Einzelweltcup. Auch in der Verfolgung von Falun lief er als Erster ins Ziel, bevor er an gleicher Stelle mit der Staffel den zweiten Weltcup-Sieg errang. Wenig später feierte Fredriksson nach weiteren guten Platzierungen seinen ersten und einzigen Gesamtweltcup-Sieg vor René Sommerfeldt und seinem Landsmann Jörgen Brink. Im Sprintweltcup den sein Bruder Thobias Fredriksson gewann, erreichte er Rang 30.
Zu Beginn der Saison 2003/04 gewann Fredriksson erneut zwei Einzelweltcups. So lief er über 30 km in Toblach sowie in der Verfolgung in Ramsau am Dachstein als Erster ins Ziel. Auch im Februar sicherte er sich in Umeå über 15 km einen ungefährdeten Weltcupsieg, bevor er mit der Staffel an gleicher Stelle als Dritter erneut auf dem Podium stand. Jedoch konnte er in der Folge bis zum Saisonende oftmals nur schwache Platzierungen im Mittelfeld erreichen, so dass er seinen zweiten Gesamtweltcup-Sieg knapp verpasste und die Saison auf Rang zwei in der Gesamtwertung beendete. Im Distanzweltcup belegte er ebenfalls Rang zwei und erreichte damit in dieser Disziplinwertung sein bestes Resultat im Verlauf seiner Karriere.

### Leistungseinbruch im Weltcup

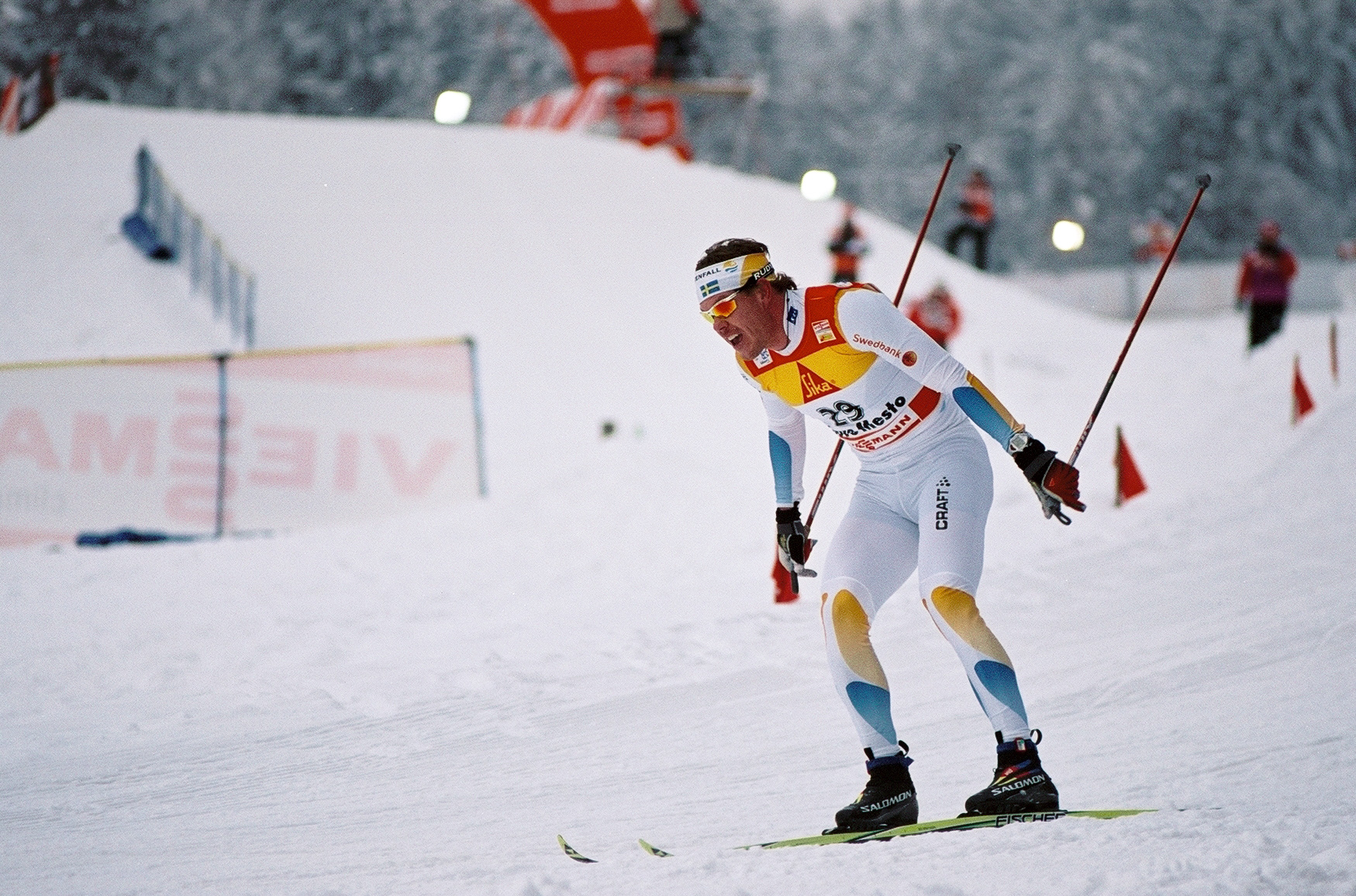
Mathias Fredriksson in Nové Město na Moravě

In der Folge verpasste Fredriksson im Weltcup oftmals nur Platzierungen außerhalb der Weltcup-Ränge. Auch bei den Nordischen Skiweltmeisterschaften 2005 in Oberstdorf blieb er ohne jegliche Medaille. Seine beste Platzierung war Rang fünf über 50 km. Bis zum Saisonende konnte Fredriksson seine Leistungen noch einmal leicht steigern, so dass er am Ende noch Rang sechs der Gesamtwertung erreichen konnte. In der Saison 2005/06 gelang ihm mit Rang vier in Canmore noch einmal eine gute Platzierung knapp hinter den Podesträngen und auch in Otepää, Davos und Oberstdorf lief er unter die Top 10.
Bei den folgenden Olympischen Winterspielen 2006 in Turin gewann Fredriksson mit der Staffel die Bronzemedaille. Damit feierte er mit seinen mittlerweile 33 Jahren seine erste olympische Medaille. In den Einzelplatzierungen war erneut das 50 km Rennen das Stärkste. Als Zehnter beendete er die Spiele noch einmal mit einem Top-10-Resultat. In der Weltcup-Gesamtwertung erreichte er als Zehnter zum letzten Mal einen Gesamtwertungs-Platz unter den besten zehn.

### Dritte WM-Medaille und Rückzug aus dem Weltcup
Mit einem guten 14. Platz bei der Tour de Ski 2006/07 startete Fredriksson gut in die Saison 2006/07. Bei der folgenden Weltmeisterschaften 2007 in Sapporo wiederholte er seinen Erfolg aus dem Jahre 2003 und gewann gemeinsam mit Martin Larsson, Marcus Hellner und Anders Södergren eine weitere Bronzemedaille in der Staffel. Im Einzel über 30 km erreichte er Rang 14. Über 50 km schied er noch während des Rennens aus. Bei den Schwedischen Meisterschaften 2007 sicherte sich Fredriksson den Titel in der Verfolgung.
Im Juni 2007 wurde Fredriksson erstmals offiziell aus dem A-Nationalkader für die kommende Saison gestrichen. Daher konzentrierte er sich während der folgenden Saison 2007/08 vermehrt auf die Langstreckenrennen im Skilanglauf-Marathon-Cup. Nach und nach begann sich der 35-Jährige aus dem Weltcup-Geschehen zurückzuziehen. Bei den Nordischen Skiweltmeisterschaften 2009 in Liberec lief der Schwede noch einmal auf Rang 31 über 15 km sowie Rang 17 in der Verfolgung. Mit der Staffel erreichte er Rang sechs.
In der Folge blieb Fredriksson bei den seltenen Weltcup-Starts und auch im Marathon-Cup, so dass er nach der Saison 2011/12 im Alter von 39 Jahren mit seinem Start bei den Åre Cross Country Open seine aktive Skilanglauf-Karriere beendete. Sein Equipment versteigerte er wenig später zugunsten der UNICEF.
Im Verlauf seiner Karriere gewann Fredriksson zwischen 1999 und 2012 insgesamt 12 nationale Titel. Davon gewann er sechs Meisterschaften über 30 km, davon fünf in Folge. Zudem gehörten drei Staffeltitel zu seinen Erfolgen.
Fredriksson heiratete Emma Helena Nilsson, eine ehemalige Miss Schweden und ebenfalls Skilangläuferin, mit der er heute in Östersund lebt. Sein Bruder Thobias ist ebenfalls erfolgreicher Skilangläufer.

## Erfolge

### Siege bei Weltcuprennen

#### Weltcupsiege im Einzel
| Nr. | Datum             | Ort     | Disziplin                   |
| --- | ----------------- | ------- | --------------------------- |
| 1.  | 10. Dezember 1998 | Mailand | Sprint Freistil             |
| 2.  | 7. Dezember 2002  | Davos   | 15 km Freistil              |
| 3.  | 25. Januar 2003   | Oberhof | 15 km klassisch Massenstart |
| 4.  | 16. März 2003     | Lahti   | 15 km Freistil              |
| 5.  | 22. März 2003     | Falun   | 2 × 10 km Doppelverfolgung  |
| 6.  | 6. Dezember 2003  | Toblach | 30 km Freistil Massenstart  |
| 7.  | 20. Dezember 2003 | Ramsau  | 2 × 15 km Verfolgung        |
| 8.  | 21. Februar 2004  | Umeå    | 15 km klassisch             |
| 9.  | 19. März 2006     | Sapporo | 2 × 15 km Verfolgung        |

#### Weltcup-Siege im Team
| Nr. | Datum             | Ort   | Disziplin         |
| --- | ----------------- | ----- | ----------------- |
| 1.  | 16. Dezember 2001 | Davos | 4 × 10 km Staffel |
| 2.  | 23. März 2003     | Falun | 4 × 10 km Staffel |

### Siege bei Continental-Cup-Rennen
| Nr. | Datum            | Ort         | Disziplin       | Serie           |
| --- | ---------------- | ----------- | --------------- | --------------- |
| 1.  | 26. Februar 1995 | Bergeforsen | 15 km klassisch | Continental Cup |

## Teilnahmen an Weltmeisterschaften und Olympischen Winterspielen

### Olympische Spiele
- 1994 Lillehammer: 23. Platz 30 km Freistil
- 1998 Nagano: 4. Platz Staffel, 50. Platz 50 km Freistil
- 2002 Salt Lake City: 13. Platz Staffel, 27. Platz 20 km Verfolgung, 29. Platz 50 km klassisch
- 2006 Turin: 3. Platz Staffel, 10. Platz 50 km Freistil Massenstart, 13. Platz 15 km klassisch, 15. Platz 30 km Verfolgung

### Nordische Skiweltmeisterschaften
- 1995 Thunder Bay: 4. Platz Staffel, 15. Platz 50 km Freistil, 15. Platz 10 km klassisch, 16. Platz 30 km klassisch, 21. Platz 25 km Verfolgung
- 1997 Trondheim: 5. Platz Staffel, 7. Platz 50 km klassisch, 7. Platz 30 km Freistil, 17. Platz 25 km Verfolgung, 21. Platz 10 km klassisch
- 1999 Ramsau: 6. Platz Staffel, 11. Platz 30 km Freistil, 12. Platz 50 km klassisch, 16. Platz 25 km Verfolgung, 17. Platz 10 km klassisch
- 2001 Lahti: 2. Platz Staffel, 2. Platz 15 km klassisch, 4. Platz 20 km Verfolgung, 6. Platz 30 km klassisch
- 2003 Val di Fiemme: 3. Platz Staffel, 4. Platz 50 km Freistil, 7. Platz 2 × 10 km Doppelverfolgung, 7. Platz 15 km klassisch, 9. Platz 30 km klassisch Massenstart
- 2005 Oberstdorf: 5. Platz 50 km klassisch Massenstart, 7. Platz Staffel, 12. Platz 30 km Verfolgung, 38. Platz 15 km Freistil
- 2007 Sapporo: 3. Platz Staffel, 14. Platz 30 km Verfolgung
- 2009 Liberec: 6. Platz Staffel, 17. Platz 30 km Verfolgung, 29. Platz 50 km Freistil Massenstart, 31. Platz 15 km klassisch

## Platzierungen im Weltcup

### Weltcup-Statistik
Die Tabelle zeigt die erreichten Platzierungen im Einzelnen.
- 1.–3. Platz: Anzahl der Podiumsplatzierungen
- Top 10: Anzahl der Platzierungen unter den ersten zehn
- Punkteränge: Anzahl der Platzierungen innerhalb der Punkteränge
- Starts: Anzahl gelaufener Rennen in der jeweiligen Disziplin
- Hinweis: Bei den Distanzrennen erfolgt die Einordnung gemäß FIS.

| Platzierung         | Distanzrennen a | Distanzrennen a | Distanzrennen a | Distanzrennen a | Distanzrennen a | Skiathlon Verfolgung | Sprint | Etappen- rennen b | Gesamt | Team c | Team c  |
| Platzierung         | ≤ 5 km          | ≤ 10 km         | ≤ 15 km         | ≤ 30 km         | > 30 km         | Skiathlon Verfolgung | Sprint | Etappen- rennen b | Gesamt | Sprint | Staffel |
| ------------------- | --------------- | --------------- | --------------- | --------------- | --------------- | -------------------- | ------ | ----------------- | ------ | ------ | ------- |
| 1. Platz            |                 |                 | 4               | 1               |                 | 3                    | 1      |                   | 9      |        | 2       |
| 2. Platz            |                 | 1               |                 |                 |                 | 2                    |        |                   | 3      |        | 2       |
| 3. Platz            |                 |                 |                 | 2               |                 |                      | 1      |                   | 3      |        | 2       |
| Top 10              |                 | 7               | 21              | 14              | 4               | 13                   | 7      |                   | 66     |        | 12      |
| Punkteränge         | 1               | 25              | 61              | 29              | 14              | 20                   | 18     |                   | 168    |        | 13      |
| Starts              | 3               | 27              | 75              | 32              | 16              | 24                   | 33     |                   | 210    |        | 13      |
| Stand: Karriereende |                 |                 |                 |                 |                 |                      |        |                   |        |        |         |

### Weltcup-Gesamtplatzierungen
| Saison    | Gesamt | Gesamt | Distanz | Distanz | Sprint | Sprint |
| Saison    | Punkte | Platz  | Punkte  | Platz   | Punkte | Platz  |
| --------- | ------ | ------ | ------- | ------- | ------ | ------ |
| 1993/94   | 25     | 55.    | -       | -       | -      | -      |
| 1994/95   | 136    | 21.    | -       | -       | -      | -      |
| 1995/96   | 75     | 38.    | -       | -       | -      | -      |
| 1996/97   | 278    | 11.    | -       | -       | 100    | 14.    |
| 1997/98   | 268    | 10.    | -       | -       | 148    | 8.     |
| 1998/99   | 484    | 4.     | -       | -       | 308    | 3.     |
| 1999/2000 | 250    | 24.    | -       | -       | 152    | 7.     |
| 2000/01   | 298    | 13.    | -       | -       | 50     | 31.    |
| 2001/02   | 198    | 20.    | -       | -       | 11     | 62.    |
| 2002/03   | 876    | 1.     | -       | -       | 55     | 30.    |
| 2003/04   | 606    | 2.     | 569     | 2.      | 37     | 40.    |
| 2004/05   | 374    | 6.     | 350     | 7.      | 24     | 44.    |
| 2005/06   | 368    | 10.    | 365     | 6.      | 3      | 74.    |
| 2006/07   | 339    | 12.    | 255     | 7.      | 12     | 65.    |
| 2007/08   | 44     | 83.    | 44      | 52.     | -      | -      |
| 2008/09   | 28     | 108.   | 28      | 64.     | -      | -      |
| 2009/10   | 22     | 129.   | 22      | 82.     | -      | -      |
| 2010/11   | 10     | 144.   | 10      | 90.     | -      | -      |